# Dolichopus metallica
Dolichopus metallica är en tvåvingeart som först beskrevs av Mario Bezzi 1908.  Dolichopus metallica ingår i släktet Dolichopus och familjen styltflugor.
Artens utbredningsområde är Kongo. Inga underarter finns listade i Catalogue of Life.